# Fachsensible Hochschuldidaktik
Fachsensible Hochschuldidaktik ist ein neuerer hochschuldidaktischer Ansatz, dessen zentrales Thema die Beobachtung und Reflexion fachlicher Besonderheiten von Lehr-, Lern- und Wissenskulturen ist. Die Grundidee wurde vom Hochschuldidaktiker Ludwig Huber in den 1980er Jahren vorgeschlagen, aber zunächst nicht weiterverfolgt. Fachsensible Hochschuldidaktik ergänzt auf der einen Seite die allgemeine Hochschuldidaktik, die von den Fächern absieht und Lehren und Lernen weitgehend als allgemeine Phänomene diskutiert, auf der anderen Seite die Hochschulfachdidaktiken, die sich jeweils nur mit einem Fach oder einer Fächergruppe beschäftigen.

## Ausgangspunkt und Hintergrund
Ausgangspunkt der fachsensiblen Hochschuldidaktik ist die Beobachtung, dass sich Wahrnehmungs-, Denk- und Handlungsweisen zwischen Disziplinen oder Fächern sehr deutlich unterscheiden können. Die Forschung dazu geht einerseits auf den französischen Soziologen Pierre Bourdieu und seine Begriffe von Fachkultur und Habitus zurück, andererseits auf ethnographische Untersuchungen von akademischen Gruppen („tribes and territories“). Alternative Begriffe sind Denk- und Handlungsweisen („ways of thinking and practicing“) oder moralische Ordnungen („moral orders“). Allen gemeinsam ist, dass sie davon ausgehen, dass Angehörige von Gemeinschaften sich auf Weisen verhalten, die ihnen weder gänzlich bewusst noch direkt zugänglich sind.
Speziell für hochschuldidaktische Kontexte sind auch Begriffe wie Lehr- oder Lernkultur, Lehr- und Lernregimes und Studienprogrammkulturen vorgeschlagen worden. Mit dem zuletztgenannten werden die Perspektiven und Aktivitäten Studierender (ihre Lernaktivitäten im Studienalltag, ihr Handeln und ihre Handlungslogiken) stärker ins Zentrum gestellt, während in den anderen Ansätzen die Lehrenden als bereits sozialisierte oder enkulturierte Mitglieder im Fokus stehen und die Studierenden eher als periphere Akteure gesehen werden. Ebenso kann auch das Konzept der „akademischen Kulturen“ als spezifische „small cultures“ herangezogen werden, die in verschiedenen Kontexte berücksichtigen: u. a. Alltagskulturen, Akademischer Habitus, Wissenskulturen, Fachkulturen, Organisationskulturen, Lehr- und Lernkulturen.
Fachkulturelle Unterschiede erschweren nicht nur Verständigung zwischen Disziplinen, sondern erzeugen auch spezifische hochschuldidaktische Schwierigkeiten. So werden selbst vermeintlich allgemeine und neutrale hochschuldidaktische Begriffe wie etwa Studierendenorientierung oder Qualität von den Angehörigen unterschiedlicher Fächer unterschiedlich verstanden und hochschuldidaktische Methoden und Formate erscheinen ihnen unterschiedlich sinnvoll.

## Ziel fachsensibler Hochschuldidaktik
Fachsensibel sind Ansätze und Vorgehensweisen, welche Aufmerksamkeit auf im Fach als selbstverständlich geteilte, implizite Vorstellungen, Überzeugungen, Praktiken und Werte lenken. Diese sollen zum Gegenstand expliziter Beschreibung und Reflexion werden. Durch die Bewusstmachung können Handlungsspielräume erweitert werden.
Wie genau Lehrende ihre Fachsensibilität entwickeln können, ist noch nicht beschrieben oder untersucht. Ludwig Huber hat bislang lediglich eine höchste Kompetenzstufe beschrieben. Auf dieser können fachspezifische Vorlieben, habitusgebundene Handlungsmuster, Stereotype über andere Fächer oder das eigene Fach und Distinktionen im soziologischen Sinn reflektiert und relativiert werden, was sowohl deren bewussten Einsatz als auch ihre Überschreitung erlaubt. Voraussetzung dafür ist, dass die Lehrenden die Bereitschaft zu einem Perspektivenwechsel haben, bei dem die eigene Fachkultur aus der Distanz beobachtet wird. „Verbunden mit dieser Fähigkeit zum Perspektivenwechsel ist eine Haltung der Offenheit und des Respekts gegenüber anderen Dispositionen, die es erst einmal so gut als möglich zu verstehen gilt, bevor man sich in durchaus nicht ausgeschlossene kritische Auseinandersetzungen mit ihnen begibt“.

## Methoden fachsensibler Hochschuldidaktik
Lehrenden wird in Angeboten fachsensibler Hochschuldidaktik ein strukturierter Anlass gegeben, die eigene Fachkultur in ihren Besonderheiten zu beobachten, zu reflektieren und zu relativieren. Hierzu können verschiedene Methoden eingesetzt werden, etwa
- bildliche oder Theaterverfahren, in denen lehrbezogene Themen inszeniert werden[17]
- Interpretation von lehrbezogenen Metaphern. Die Mathematikdidaktikerin Anna Sfard hat in westlichen Gesellschaften zwei wesentliche Metaphern für Lernen identifiziert, Aneignen und Teilhaben.[18] Im interkulturellen Vergleich finden sich beispielsweise geist- und tugendorientierte Vorstellungen vom Lernen.[19] Metaphern des Lernens unterscheiden sich auch zwischen Fächern.[20] In Workshops können solche Metaphern in der Lehrpraxis identifiziert und bezüglich ihrer Auswirkungen auf das Handeln kritisch diskutiert werden.
- Beschreibung und Reflexion der eigenen Fachkultur anhand verschiedener Dimensionen, etwa nach Huber[11] politische und soziale Einstellungen, soziales Klima, Lebensstile und Geschmackspräferenzen, epistemologische Merkmale, Lehrorientierungen und -konzepte, Lehr-Lern-Organisation und Zusammensetzung der Studierendenschaft; wobei die Dimensionen heute unterschiedlich relevant zu sein scheinen.[21] Trowler hat verwandte, aber andere Dimensionen von Lehrkulturen beschrieben, etwa stillschweigende Annahmen dazu, was gutes Studieren ist oder wie bedeutsam nichtfachliche Kompetenzen für ein Studienfach sind, implizite Annahmen über Lehren, Lernen und Bewerten, zum Sinn typischer Fachinhalte, zur Lernfähigkeit von Studierenden oder der Angemessenheit bestimmter Prüfungsformen, und im Fach verbreitete Praktiken, etwa solche des Motivierens und Übens.[7]

Fachsensible Hochschuldidaktik weist Ähnlichkeiten mit dem hochschuldidaktische Ansatz Decoding the Disciplines auf, insbesondere in dem Versuch, implizite fachliche Praktiken explizit zu machen und möglichst genau zu beschreiben.